# Pauline Flanagan
Pauline Flanagan (Contea di Sligo, 29 giugno 1925 – Ridgewood, 28 giugno 2003) è stata un'attrice irlandese.
È nota soprattutto come interprete teatrale, specialmente delle opere di drammaturghi irlandesi come Seán O'Casey e Frank McGuinness. Nel 2001 vinse il Laurence Olivier Award alla miglior attrice non protagonista per Dolly West's Kitchen, in scena all'Old Vic.